# The Nine Tailors
The Nine Tailors (in het Nederlands verschenen onder de titel De negen slagen) is een detectiveroman van de Engelse schrijfster Dorothy L. Sayers uit 1934. Het is het negende boek in een serie van elf romans rond de aristocratische amateurdetective Lord Peter Wimsey.

## Titelverklaring
De term tailor in de titel verwijst naar Tailor Paul, de naam van de grote luidklok in de kerk van het fictieve in de Engelse Fens gelegen plaatsje Fenchurch St. Paul. (Sayers heeft zelf een groot deel van haar jeugd in de Fens gewoond.) Het gaat overigens om acht klokken. Het aantal van negen slagen, zoals vermeld in de Nederlandstalige titel, verwijst naar het luiden van de doodsklok bij een overlijden: negen slagen voor een man, zes voor een vrouw en drie voor een kind. De klokken van de kerk spelen een belangrijke rol in het verhaal. Bij de voorbereiding voor dit boek heeft Sayers zich uitgebreid laten voorlichten over de techniek van klokken en over het wisselluiden waaraan Lord Peter aan het begin van het verhaal deelneemt en dat later in het verhaal opnieuw een rol speelt bij het ontcijferen van een code.

## Korte inhoud
Op een oudejaarsavond krijgen Peter Wimsey en zijn persoonlijke bediende Bunter een ongelukje met hun auto. Zij stranden in het landelijke Fenchurch St. Paul, waar zij onderdak vinden in het huis van de dominee en zijn vrouw. Als dank hiervoor biedt Lord Peter, die van vele markten thuis is, zijn hulp aan bij het wisselluiden. De dominee heeft namelijk een ambitieus project op zijn programma: een negen uur durende luidsessie met het doel een unieke prestatie in deze discipline te volbrengen. Een van de vaste klokkenluiders, Will Thoday, is echter getroffen door de heersende griepepidemie en Peter neemt zijn plaats in.
De volgende ochtend overlijdt Lady Thorpe, de echtgenote van Sir Henry Thorpe. De familie is eerder ernstig getroffen geraakt door de diefstal van een smaragden halsketting die plaatsvond tijdens de feestelijkheden rond het huwelijk van Sir Henry. Aangezien de verzekering van de ketting was verlopen, moest de familie opdraaien voor de vergoeding van het kostbare juweel. De daders, de butler Deacon en zijn handlanger Cranton, werden weliswaar gearresteerd maar de juwelen werden nooit teruggevonden. Enkele maanden later overlijdt ook Sir Henry en bij het openen van het graf ter gelegenheid van de bijzetting wordt een onherkenbaar verminkt lijk in het graf aangetroffen.
Hilary Thorpe, de dochter van Sir Henry, vindt op de klokkenzolder van de kerk een vreemd document, dat later een code blijkt voor de vindplaats van de juwelen. De zoektocht leidt tot in Frankrijk. Het lijk blijkt te zijn van de butler Deacon die door zijn handlanger op de klokkenzolder werd vastgebonden en overleed ten gevolge van het geweld van het klokgelui. De ontrafelde code leidt tevens tot het terugvinden van de juwelen.

## Filmbewerking
The Nine Tailors werd in 1974 bewerkt voor een televisieserie in het kader van een reeks over de werken van Dorothy Sayers, met Ian Carmichael in de hoofdrol. De film wijkt in de eerste episode sterk af van het boek. Er wordt gesuggereerd dat de jonge Lord Peter zelf aanwezig was bij het huwelijk van Sir Henry en ook getuige was van de diefstal en zelfs de mogelijke dader in zijn auto achtervolgde. In de betreffende episode wordt ook getoond hoe Lord Peter tijdens de oorlog van de dood wordt gered door zijn latere persoonlijke bediende, sergeant Mervyn Bunter, die in vele van de verhalen een soms belangrijke rol speelt.